# B-8 (bazowy środek pływający)
B-8 – barka towarowo-techniczna Marynarki Wojennej. Jednostka wraz z bliźniaczą B-10 została zbudowana według projektu Pr-6.  
Eksploatowana w latach 1954–1989, jako baza dla jednostek ratowniczych, w 41 dywizjonie Okrętów Ratowniczych w ramach 3 Flotylli Okrętów. Ładowność barki B-8 wynosiła 400 ton. Numery budowy jednostek: B-8 – Pr-6/1, B-10 – Pr-6/2.